# Грузька (притока Реті)
Грузька — річка в Україні, у Конотопському районі Сумської області. Права притока Реті.

## Опис
Довжина річки — 12 км, на ній знаходиться кілька ставків.

## Історія
Від цієї річки дістало назву розташоване на ній село Грузьке.

## Розташування
Бере початок на північному сході від села Тарасівки, протікає через село Грузьке і впадає в Реть південніше с. Мостище.